# Otto Pehr
Otto Pehr, Otton Karol Pehr (ur. 2 maja 1892 w Przemyślu, zm. 1963 w Nowym Jorku) – polski prawnik, działacz socjalistyczny i urzędnik konsularny.

## Życiorys
Polak narodowości żydowskiej. Syn Emila Pehra i Henryki Gollib. Absolwent C.K. Gimnazjum w Przemyślu (1903-1910). Ukończył studia prawnicze z tytułem doktora i praktykował w charakterze prokuratora/sędziego śledczego w Poznaniu, następnie adwokata w Grudziądzu (1922-1939). M.in. reprezentował socjalistów postawionych przed sądami polskimi pod zarzutami politycznymi. Działacz PPS. Po 17 września 1939 deportowany do ZSRR i przetrzymywany w tamtejszych miejscach odosobnienia. Po uwolnieniu powierzono mu pełnienie funkcji tzw. delegata objazdowego Ambasady RP (1941-) a następnie delegata Ambasady RP w Kirowie (1942). Służył w Polskich Siłach Zbrojnych na Zachodzie. Przebywał na emigracji w Wielkiej Brytanii (1943-1949), m.in. pełniąc funkcję urzędnika Rządu Arciszewskiego (1944-1947) (w randze dyrektora) a następnie w Stanach Zjednoczonych (1949-), kontynuując działalność polityczną.